# Маланг
Маланг (на индонезийски: Malang) е град в Индонезия, втори по големина в провинция Източна Ява. Населението му е 820 243 жители (2010 г.). Има площ от 252,13 кв. км. Намира се в часова зона UTC+7. Телефонният му код е +62341. Името на града идва от това на храм. Разделен е на 6 района. В покрайнините на града има летище. Градът разполага с футболен отбор.